# Ateneu Popular d'Hostalric
L'Ateneu Popular d'Hostalric és un edifici del municipi d'Hostalric (Selva) que forma part de l'Inventari del Patrimoni Arquitectònic de Catalunya.

## Descripció
És un edifici entre mitgeres situat al nucli urbà d'Hostalric, al carrer Major números 24 i 26. L'edifici, de planta baixa i tres pisos (a cada planta, hi ha dos pisos), està cobert per un teulat a una vessant amb un ràfec de set fileres, desaiguat a la façana. A la façana trobem, a la planta baixa, dos portals d'accés als habitatges, que tenen els arcs carpanells formats per dovelles de granit, i els brancals també de pedra granítica.
Al primer i tercer pis, que presenten la mateixa estructura, trobem dos balcons independents, amb la llosana de pedra i la barana de ferro forjat. Una porta amb llinda monolítica de granit i brancals també de granit, permet l'accés als balcons. Entre balcó i balcó, hi ha una finestra petita amb brancals, ampit i llinda de pedra granítica (situada aproximadament a l'altura de la barana. La ubicació de la finestra en el primer pis i el tercer és lleugerament diferent). Al segon pis, dos balcons independents que s'aprecia que en origen havien estat un únic balcó, ja que hi ha una única llosana, i la barana de ferro forjat és la mateixa pels dos balcons, però el balcó original està compartimentat formant dos balcons.

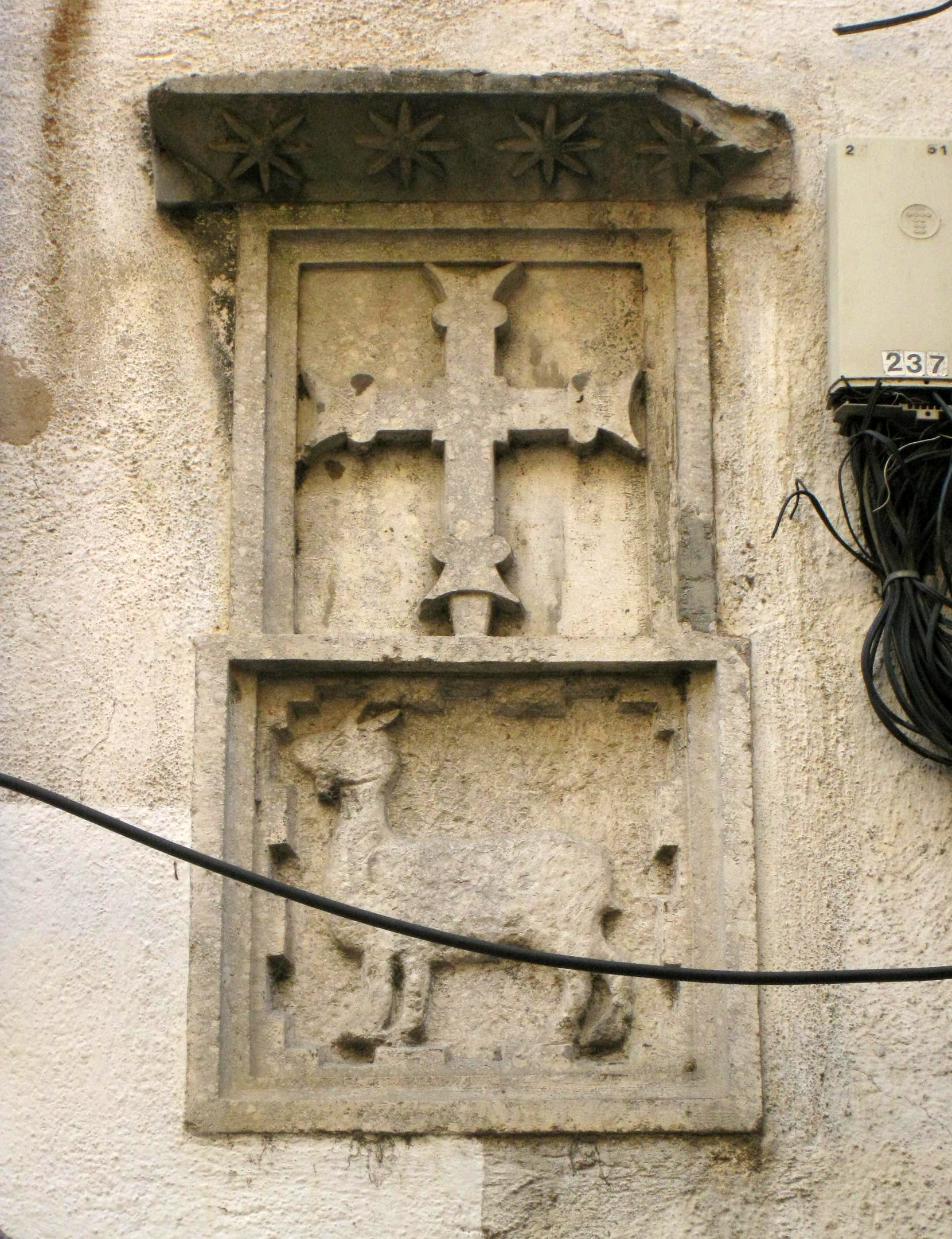
Creu i escut dels Cabrera

A la façana, al costat esquerre i a l'altura del primer pis, trobem un escut. Aquest escut és l'escut dels Cabrera, damunt el qual hi ha una creu. Sobre aquests dos elements, un trencaaigües amb elements decoratius que semblen flors o estrelles. Aquest escut originàriament podria haver estat ubicat a la façana de l'antic hospital (Ca les Hermanes), que és l'actual CAP. Aquest hospital estava sota el benefici dels vescomtes de Cabrera, i això explicaria l'escut. La creu faria referència a l'hospital.

## Història
Originàriament l'edifici eren dues cases que es van unificar entre el 1970-1975 adequant-los com a habitatges. A la planta baixa s'hi trobava l'Ateneu Popular d'Hostalric, fundat el 1975 i dissolt el juny del 2006. A la façana s'hi troba un escut provinent segurament de l'Hospital dels pobres, fundat l'any 1346 pels vescomtes de Cabrera, moment en què també es pot datar l'escut.
Durant la Guerra del Francès (1808-1814) Hostalric va tenir un important paper donant suport a l'entrada de queviures a la Girona assetjada i destorbant el pas a les tropes enemigues gràcies a la seva situació estratègica en una zona de pas. Per això als francesos els convenia prendre la vila. El primer atac va arribar el 7 de novembre del 1809 i només trobaren resistència a la Torre dels Frares i a l'església on un grup de gent s'hi havia fet fort. Alguns habitants es van poder refugiar al castell, d'altres van haver de fugir, ja que els francesos van cremar el poble. Això explica que la majoria dels habitatges siguin posteriors.
Els carrers Ravalet, Raval, Major i la Plaça dels Bous són part del recorregut del Camí Ral. També es conserva una variant que segueix paral·lel a les muralles pel costat exterior i que fou utilitzat sobretot al segle xix. El Carrer Major s'estén des de la Plaça dels Bous fins al Portal de Barcelona. Durant l'època de la República el carrer s'anomenà Prat de la Riba. El setembre del 1939 tornà al seu nom original. Al llarg del carrer s'hi troben diverses cases pairals, construïdes sobretot a finals del segle xix i principis del xx.